# Harman
Harmanul este un compus heterociclic răspândit în diverse produse alimentare precum în cafea, sosuri și în carnea gătită. Este de asemenea prezent și în fumul de țigară. Din punct de vedere chimic, este un derivat metilat al β-carbolinei, având formula chimică C12H10N2.